# Nicola Drocco
Nicola Drocco (Torino, 6 febbraio 1979) è un ex skeletonista italiano.

## Biografia
Nato a Torino nel 1979, ma originario di Alba, in provincia di Cuneo, gareggiava per la SC San Sicario.
In carriera ha vinto 6 medaglie ai campionati italiani: un oro nel 2008, 2 argenti, nel 2007 e 2010, e 3 bronzi, nel 2005, 2006 e 2009.
A 31 anni ha partecipato ai Giochi olimpici di Vancouver 2010, arrivando 26º nel singolo maschile, unico azzurro in gara, con il tempo totale di 2'45"34 nelle prime 3 manche, non qualificandosi per la quarta.

## Palmarès

### Campionati italiani
- 6 medaglie:
  - 1 oro (2008)
  - 2 argenti (2007, 2010)
  - 3 bronzi (2005, 2006, 2009)